# Суходільська сільська рада (Гусятинський район)
Суході́льська сільська́ ра́да — адміністративно-територіальна одиниця та орган місцевого самоврядування в Гусятинському районі Тернопільської області. Адміністративний центр — село Суходіл.

## Загальні відомості
- Територія ради: 15,299 км²
- Населення ради: 774 особи (станом на 2001 рік)
- Територією ради протікає річка Гнила

## Населені пункти
Сільській раді підпорядковані населені пункти:
- с. Суходіл
- с. Боднарівка

## Склад ради
Рада складається з 16 депутатів та голови.
- Голова ради: Галябарда Ігор Ярославович
- Секретар ради: Розембайгер Оксана Іванівна

### Керівний склад попередніх скликань
| Прізвище, ім'я, по батькові | Основні відомості                                                               | Дата обрання | Дата звільнення |
| --------------------------- | ------------------------------------------------------------------------------- | ------------ | --------------- |
| Стус Ольга Степанівна       | Сільський голова, 1958 року народження, позапартійна                            | 26.03.2006   | 31.10.2010      |
| Галябарда Ігор Ярославович  | Сільський голова, 1966 року народження, освіта середня спеціальна, безпартійний | 31.10.2010   |                 |

Примітка: таблиця складена за даними сайту Верховної Ради України

### Депутати
За результатами місцевих виборів 2010 року депутатами ради стали:

#### За суб'єктами висування
| Суб'єкт висування | Кількість обраних депутатів | %   |
| ----------------- | --------------------------- | --- |
| Самовисування     | 16                          | 100 |

#### За округами
| № округу | Прізвище, ім'я, по батькові     | Дата визнання обраним | Освіта             | Партійна приналежність | Відомості про обраного депутата                                                |
| -------- | ------------------------------- | --------------------- | ------------------ | ---------------------- | ------------------------------------------------------------------------------ |
| 1        | Саска Марія Орестівна           | 04.11.2010            | вища               | позапартійна           | Гусятин ЦРКЛ, медсестра                                                        |
| 2        | Костирська Галина Володимирівна | 04.11.2010            | вища               | позапартійна           | Суходільська загальноосвітня школа І-ІІ ст., сторож                            |
| 3        | Савула Марія Іванівна           | 04.11.2010            | середня спеціальна | позапартійна           | Суходільська сільська рада, секретар                                           |
| 4        | Бідованець Марія Ярославівна    | 04.11.2010            | вища               | позапартійна           | тимчасово не працює                                                            |
| 5        | Гіль Наталія Євгенівна          | 04.11.2010            | вища               | позапартійна           | Управління Пенсійного фонду у Гусятинському р-ні, начальник загального відділу |
| 6        | Галак Наталія Степанівна        | 04.11.2010            | середня спеціальна | позапартійна           | тимчасово не працює                                                            |
| 7        | Галябарда Людмила Анатоліївна   | 04.11.2010            | середня спеціальна | позапартійна           | Гусятин ЦРКЛ, медсестра                                                        |
| 8        | Матвієшен Олег Васильович       | 04.11.2010            | середня спеціальна | позапартійний          | Гусятин компресорна станція, слюсар                                            |
| 9        | Троян Ірина Миколаївна          | 04.11.2010            | вища               | позапартійна           | Суходільська загальноосвітня школа І-ІІ ст., вчитель                           |
| 10       | Палагута Марія Іванівна         | 04.11.2010            | вища               | позапартійна           | Гусятинський коледж, вчитель                                                   |
| 11       | Воліхівський Степан Михайлович  | 04.11.2010            | середня спеціальна | позапартійний          | тимчасово не працює                                                            |
| 12       | Дорошак Наталія Романівна       | 04.11.2010            | вища               | позапартійна           | Центр зайнятості, головний спеціаліст                                          |
| 13       | Розембайгер Оксана Іванівна     | 04.11.2010            | середня спеціальна | позапартійна           | Суходільська загальноосвітня школа І-ІІ ст., вчитель                           |
| 14       | Романюк Любов Володимирівна     | 04.11.2010            | середня спеціальна | позапартійна           | Суходільська загальноосвітня школа І-ІІ ст., помічник кухаря                   |
| 15       | Лучка Степан Мар'янович         | 04.11.2010            | середня спеціальна | позапартійний          | Гусятин агропостач, шофер                                                      |
| 16       | Венгер Микола Степанович        | 04.11.2010            | середня спеціальна | позапартійний          | Гусятин компресорна станція, електромонтер                                     |